# Lista de voos não tripulados para a ISS
| Nave                     | Missão                           | Acoplada - UTC                  | Desacoplada - UTC               | Duração                   | Comentários                                      |
| ------------------------ | -------------------------------- | ------------------------------- | ------------------------------- | ------------------------- | ------------------------------------------------ |
| Zarya                    | Bloco de carga funcional         | 20 de Janeiro de 1998, 06:40:00 | N/A                             | N/A                       | Lançada 11/20/1998                               |
| Zvezda                   | Módulo de Serviço                | 26 de Janeiro de 2000, 00:44    | N/A                             | N/A                       | Lançada 12 de Janeiro de 2000                    |
| Progress M1-3 - ISS-1P   | Abastecimento                    | 8 de Janeiro de 2000, 20:12:56  | 1 de Janeiro de 2000, 04:04     | 84 dias, 7 h, 51 min, 4 s | Lançada 8/6/00; Desacoplagem 11/1/00             |
| Progress M1-4 - ISS-2P   | Abastecimento                    | 18 de Janeiro de 2000, 03:47    | 8 de Janeiro de 2001, 11:26     | 82 dias, 7 h, 39 min      | Lançada 11/16/00; Desacoplagem 2/8/01            |
| Progress M-44 - ISS-3P   | Abastecimento                    | 28 de Janeiro de 2001, 09:50    | 16 de Janeiro de 2001, 08:48    | 46 dias, 22 h, 58 min     | Lançada 2/26/01; Desacoplagem 4/16/01            |
| Progress M1-6 - ISS-4P   | Abastecimento                    | 23 de Janeiro de 2001, 00:24    | 22 de Janeiro de 2001, 06:02    | 91 dias, 5 h, 38 min      | Lançada 5/20/01; Desacoplagem 8/22/01            |
| Progress 45 - ISS-5P     | Abastecimento                    | 23 de Janeiro de 2001, 09:51    | 22 de Janeiro de 2001, 16:12    | 91 dias, 6 h, 21 min      | Lançada 8/21/01; Desacoplagem 11/22/01           |
| Módulo Pirs              | Câmara de descompressão para EVA | 17 de Janeiro de 2001, 01:05    | N/A                             | N/A                       | Lançada 14 de Janeiro de 2001                    |
| Progress M1-7 - ISS-6P   | Abastecimento                    | 28 de Janeiro de 2001, 19:43    | 19 de Janeiro de 2002, 17:43    | 110 dias, 22 h            | Lançada 11/26/01; Desacoplagem 3/20/02           |
| Progress M1-8 - ISS-7P   | Abastecimento                    | 24 de Janeiro de 2002, 20:57    | 25 de Janeiro de 2002, 08:26    | 92 dias, 11 h, 29 min     | Lançada 3/21/02; Desacoplagem 6/25/02            |
| Progress 46 - ISS-8P     | Abastecimento                    | 29 de Janeiro de 2002, 06:23    | 24 de Janeiro de 2002, 13:59    | 87 dias, 7 h, 36 min      | Lançada 6/26/02; Desacoplagem 10/14/02           |
| Progress M1-9 - ISS-9P   | Abastecimento                    | 29 de Janeiro de 2002, 17:00    | 1 de Janeiro de 2003, 16:00     | 124 dias, 23 h            | Lançada 9/25/02; Desacoplagem 2/1/03             |
| Progress 47 - ISS-10P    | Abastecimento                    | 4 de Janeiro de 2003, 14:49     | 28 de Janeiro de 2003, 22:48    | 205 dias, 7 h, 59 min     | Lançada 2/2/03; Desacoplagem 8/28/03             |
| Progress M1-10 - ISS-11P | Abastecimento                    | 11 de Janeiro de 2003, 11:15    | 4 de Janeiro de 2003, 19:41     | 85 dias, 8 h, 26 min      | Lançada 6/8/03; Desacoplagem 10/3/03             |
| Progress 48 - ISS-12P    | Abastecimento                    | 31 de Janeiro de 2003, 03:40    | 28 de Janeiro de 2004, 08:35    | 150 dias, 4 h, 55 min     | Lançada 8/29/03; Desacoplagem 1/28/04            |
| Progress M1-11 - ISS-13P | Abastecimento                    | 31 de Janeiro de 2004, 13:13    | 24 de Janeiro de 2004, 09:19    | 113 dias, 20 h, 6 min     | Lançada 1/29/04; Desacoplagem 6/3/04             |
| Progress 49 - ISS-14P    | Abastecimento                    | 27 de Janeiro de 2004, 13:54    | 30 de Janeiro de 2004, 06:05    | 63 dias, 16 h, 11 min     | Lançada 5/25/04; Desacoplagem 7/30/04            |
| Progress 50 - ISS-15P    | Abastecimento                    | 14 de Janeiro de 2004, 05:03    | 22 de Janeiro de 2004, 18:37    | 130 dias, 13 h, 34 min    | Lançada 8/11/04; Desacoplagem 12/22/04           |
| Progress 51 - ISS-16P    | Abastecimento                    | 25 de Janeiro de 2004, 23:58    | Agendada: 27 de Janeiro de 2005 | Agendada: 66 dias         | Lançada 12/23/04; Agendada: Desacoplagem 2/27/05 |
| Progress 52 - ISS-17P    | Abastecimento                    | Agendada: 28 de Janeiro de 2005 | TBD                             | TBD,                      | Agendada: Lançamento 2/28/05; Desacoplagem TBD   |